# Economicus
Economicus – nagroda literacka przyznawana przez Dziennik Gazeta Prawna od 2011 roku, książkom o tematyce ekonomicznej. Jej partnerem jest Narodowy Bank Polski. Fundatorem nagród był PKO Bank Polski.
Laureatami byli m.in.
- Krytyka Polityczna[5].
- Wolters Kluwer Polska[6][7].
- Wydawnictwo Naukowe PWN[8].
- Helion/OnePress[9].

Nagroda przyznawana jest w kategoriach:
- najlepsza książka szerząca wiedzę ekonomiczną,
- najlepszy poradnik ekonomiczny,
- najlepszego tłumaczenia zagranicznej książki ekonomicznej.